# Liljeholmens folkhögskola
Liljeholmens folkhögskola är en folkhögskola som ligger vid sjön Åsunden strax utanför Rimforsa i Kinda kommun i södra Östergötland. Skolan startades 1952 och hade dåvarande Örebromissionen som huvudman. Huvudman för skolan är numera Evangeliska frikyrkan. 
Totalt på skolan studerar närmare 300 personer, varav ca 120 studerar på plats i Rimforsa. 
Vid skolan ges följande kurser:
- Allmän kurs i Rimforsa
- Allmän kurs i Skäggetorp, Linköping

- Bibelskola: Bibel & Efterföljelse

- Konstskola 1 & 2

- Diakoniutbildning

- Musikkurs
  - Afro
  - Vokal
  - Gitarrensemble
  - Musikproduktion
  - Singer/songwriter

- Själavårdsutbildning
- Livsglädje Dagledigkurs

Utöver dessa kurser arrangeras kursen Livskraft tillsammans med Team med Uppdrag på Aneby. Tillsammans med Örebro Teologiska Högskola arrangeras kursen Församlingsledarakademin. 

## Liljeholmen Herrgård
Liljeholmens folkhögskola är även ett vandrarhem och en lägergård. Denna verksamhet kallas för Liljeholmen Herrgård. Under läsåret har Liljeholmen ca 80 bäddar till uthyrning och sommartid finns ca 170 bäddar. 
Liljeholmen matsal arrangerar även fester och bröllop samt erbjuder catering.
Liljeholmen Herrgård byggdes 1917, men historien börjar långt innan dess. Man skulle kunna säga att den börjar 1688 då ryttmästare Gabriel Gyllenståhl köpte Liljeholmen i Blåvik, utanför Tranås. Tack vare ett krigsbyte i kriget mot Danmark fick han kapital till denna investering. Hans efterkommande kom att så småningom bli ägare till Schedewi säteri och en av dessa efterkommande, Esbjörn Pontin, köpte Linnäs och byggde Liljeholmen Herrgård. Som modell för herrgården blev den gamla säteribyggnaden i Blåvik och därav namnet Liljeholmen.